# 我嘉书房
我嘉书房是中華人民共和國上海市首个以政企合作模式运行的24小时图书馆。我嘉书房由嘉定区图书馆、绿地嘉唐公司等合作運行。我嘉书房被嘉定区當局纳入公共图书馆总分馆服务体系。我嘉书房的名字來自諧音「我家书房」，其中的嘉指的是嘉定區。我嘉书房的起名者是嘉定区实验幼儿园党支部书记张志萍。

## 歷史
我嘉书房於2017年1月8日正式开放。首家我嘉书房位於菊园新区。2017年9月16日，第二家我嘉书房在南翔鎮開館。截至2018年底，我嘉书房的数量增至30家。2023年4月，我嘉书房入住印氏住宅。